# Herzliya Airport
Den här artikeln har delvis skapats av Lsjbot, ett program (en robot) för automatisk redigering (2016-09). Artikeln kan eventuellt innehålla språkliga fel eller ett märkligt bildurval. Mallen kan avlägsnas efter en kontroll av innehållet.
Herzliya Airport är en flygplats i Israel.   Den ligger i distriktet Tel Aviv-distriktet, i den norra delen av landet och öppnades 1948. Herzliya Airport ligger 30 meter över havet.
Terrängen runt Herzliya Airport är platt. Havet är nära Herzliya Airport åt nordväst. Runt Herzliya Airport är det mycket tätbefolkat, med 5 399 invånare per kvadratkilometer. Närmaste större samhälle är Herzliya, 1,7 km söder om Herzliya Airport. Runt Herzliya Airport är det i huvudsak tätbebyggt.